# Барбо, Вивиан
Вивиан Барбо (англ. и фр. Vivian Barbot; 7 июля 1941, Сен-Марк) — канадская и квебекская политическая деятельница гаитянского происхождения. Дочь тонтон-макута Клемана Барбо. В 2006—2008 — депутат Палаты общин Канады, в 2011 — и. о. главы партии Квебекский блок. Известна также как феминистка и активистка профсоюзного движения преподавателей.

## Дочь мятежного тонтон-макута
Родилась в семье ближайшего сподвижника Франсуа Дювалье, первого командира тонтон-макутов Клемана Барбо. В 1959 году Дювалье приказал арестовать Барбо и заключить в тюрьму. Освободившись в 1963, Барбо попытался совершить государственный переворот и был убит по приказу Папы Дока своими бывшими подчинёнными. С тех пор Вивиан Барбо характеризует своего отца как борца против диктатуры Дювалье.
Члены семьи Барбо, в том числе 22-летняя Вивиан, укрылись в аргентинском посольстве. Только через 21 месяц, в 1965 году, они получили возможности эмигрировать в Аргентину.

## Канадский общественный деятель
В Аргентине Вивиан Барбо познакомилась с канадским туристом-квебекцем Реалем Лимбернером, за которого вышла замуж. В 1967 вместе с мужем перебралась в Центральный Квебек.
Работала преподавателем французского и английского языка, в том числе в престижном викториавиллском колледже Cégep. Активно участвовала в профсоюзном движении учителей и в феминистском движении. В 2001—2003 Вивиан Барбо возглавила Квебекскую федерацию женщин.

## Политик Квебекского блока
Со второй половины 2000-х годов Вивиан Барбо развила активную деятельность в руководстве партии Квебекский блок. В 2006 была избрана в Палату общин Канады от монреальского округа Папино, победив кандидата Либеральной партии бывшего министра иностранных дел Пьера Петтигрю. Как депутат специализировалась на международной политике. Выступала с позиций лейборизма и квебекского суверенитета.
На выборах 2008 Вивиан Барбо уступила мандат либералу Джастину Трюдо, с 2015 года премьер-министру Канады. В то же время она укрепила своё положение в партии, став заместителем председателя Квебекского блока.
После поражения Квебекского блока на выборах 2011 подал в отставку лидер партии Жиль Дюсеп. С мая по декабрь 2011 года обязанности главы Квебекского блока исполняла Вивиан Барбо (её сменил Даниель Пайе). В начале 2012 Барбо подала в отставку с поста вице-председателя, но осталась авторитетным партийным деятелем.